# 신자토 료
신자토 료(일본어: 新里 亮, 1990년 5월 19일 ~ )는 일본의 축구 선수이다.

## 구단 경력
그는 2013년부터 2023년까지 J리그의 미토 홀리호크, 방포레 고후, 주빌로 이와타, 감바 오사카, V-파렌 나가사키에서 활동하였다.